# Georgi Pulevski
Georgi Pulevski ou Gjorgji Pulevski (macédonien : Ѓорѓи Пулевски ou Ѓорѓија Пулевски, bulgare : Георги Пулевски), né en 1817 et mort le 13 février 1895, était un écrivain et un révolutionnaire macédonien. Il est connu pour avoir été le premier auteur à exprimer l'idée d'un peuple macédonien distinct des Bulgares et d'une langue macédonienne propre. Georgi Pulevski est né à Galitchnik, village aujourd'hui en Macédoine du Nord et alors sous domination ottomane, et il est mort à Sofia, capitale de la Bulgarie alors nouvellement indépendante. D'abord maçon, il devient un écrivain autodidacte d'essais sur la langue et la culture macédoniennes. En Bulgarie, il est considéré comme Bulgare, mais partisan du Macédonisme, courant qui vise la création d'une Macédoine autonome au XIXe siècle,.

## Œuvre

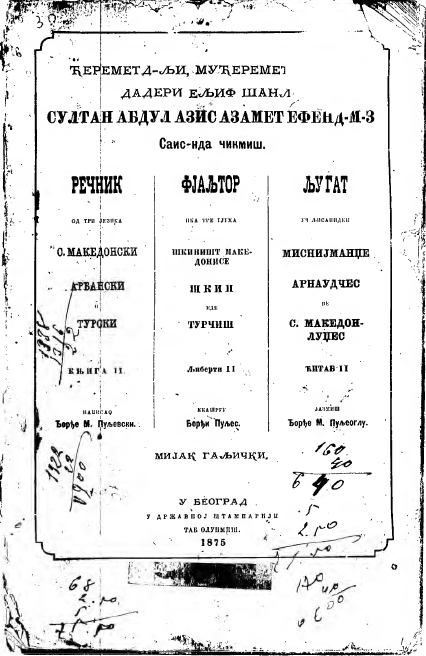
Le Dictionnaire des trois langues

En 1875, Pulevski publie un livre intitulé Dictionnaire des trois langues (Rečnik od tri jezika, Речник од три језика). Il s'agit d'un livre de conversation écrit en questions-réponses et dont les pages sont divisées en trois colonnes. Ces colonnes contiennent le même texte, mais en trois langues différentes, le macédonien, l'albanais et le turc, toutes écrites avec l'alphabet cyrillique. L'emploi du macédonien dans la littérature est alors très rare, car considéré comme un simple dialecte, on lui préfère le bulgare standard. Dans son dictionnaire, Pulevski utilise surtout les formes du parler de sa région natale, à l'ouest de la Macédoine. Certains passages défendent une Macédoine indépendante et la reconnaissance de la langue macédonienne.

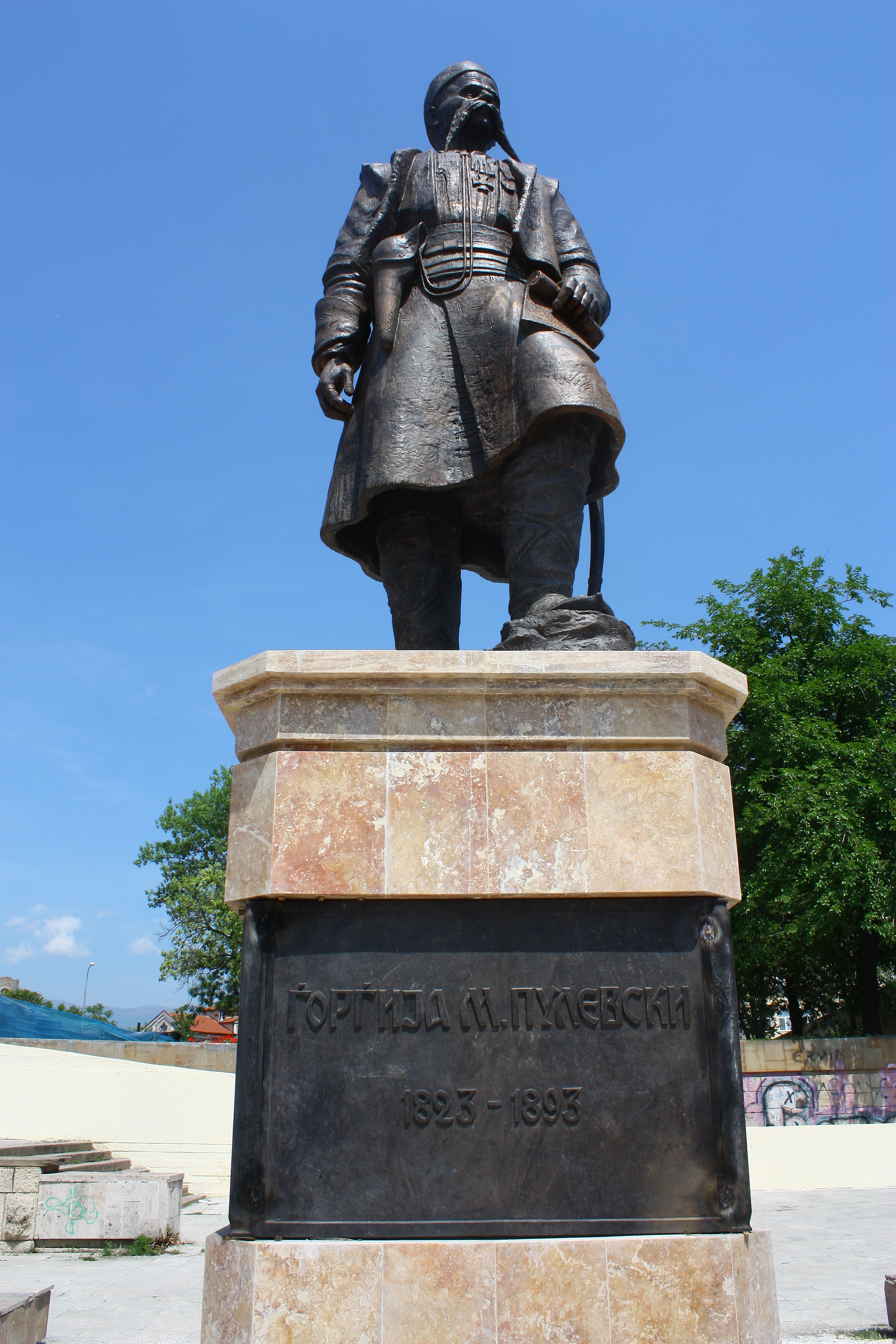
Statue de l'écrivain à Skopje

Son œuvre suivante est un poème révolutionnaire, Samovila Makedonska (« une fée macédonienne »). Il est publié en 1878. L'année suivante, il publie à Belgrade un Livre de chansons macédoniennes, qui contient des paroles de chansons que l'auteur a lui-même rassemblées et quelques poèmes de sa propre main.
En 1880, Pulevski publie Slavjano-naseljenski makedonska slognica rečovska (« grammaire de la langue de la population Slavo-macédonienne »), un travail qui est considéré comme la première tentative de standardisation de la grammaire macédonienne. Dans cet ouvrage, l'auteur compare et oppose constamment sa langue, qu'il appelle našinski (« le nôtre »), au serbe et au bulgare. Tous les exemplaires de ce livre ont été perdus au début du XXe siècle et redécouverts dans les années 1950 à Sofia. Le manque d'éducation grammaticale de Pulevski en fait toutefois un ouvrage limité, bien qu'il représente une bonne démonstration de l'existence d'une langue macédonienne indépendante. En 1892, l'auteur achève son Histoire générale des Slaves-Macédoniens, un manuscrit de plus de 1700 pages. Dans son dernier ouvrage, une grammaire du vieux-bulgare, il considère le macédonien comme étant une variante géographique du vieux-bulgare.

## Action militaire
En 1862, Pulevski, qui faisait partie d'une bande militaire bulgare, lutte contre un siège du pouvoir ottoman à Belgrade. Plus tard, pendant la Guerre russo-turque de 1877-1878, qui conduit à l'indépendance de la Bulgarie, il est chef d'une unité de volontaires combattant du côté russo-bulgare. Après la guerre, il s'installe en Bulgarie indépendante, à Sofia. Il a également participé en tant que volontaire au Soulèvement de Krésna-Razlog, qui avait pour but l'unification de la Macédoine, restée ottomane, à la Bulgarie.